# King Edward Point
King Edward Point is een landtong op het Sub-Antarctische eiland Zuid-Georgia. Hier bevindt zich een gelijknamig wetenschappelijk station, dat in het begin van de 20e eeuw werd vernoemd naar de Britse koning Eduard VII.
King Edward Point ligt aan de noordkust van Zuid-Georgia in de nabijheid van Grytviken. Het wetenschappelijke station ligt op 3 meter hoogte op de coördinaten 54° 16′ 58″ ZB, 36° 29′ 35″ WL.
De Britse regering liet naar aanleiding van de toegenomen walvisvaart in 1925 het Discovery House oprichten met als doel het bestuderen en tegengaan van overbevissing. Tevens werden studies verricht naar de plaatselijke vogel- en robbenkolonies.
In 1982 werd het wetenschappelijke station tijdens de Falklandoorlog door Argentijnse troepen bezet. Na een sluiting van bijna 20 jaar werd het station in 2001 heropend.